# Marcelo Rebelo de Sousa
Marcelo Nuno Duartes Rebelo de Sousa (født 12. december 1948 i Lissabon) er en portugisisk politiker, der har været Portugals præsident siden marts 2016. Han er medlem af det konservative Partido Social Democrata (PSD), men har suspenderet sit partimedlemskab, så længe han er præsident. Rebelo de Sousa var minister i 1980'erne og var formand for PSD fra 1996 til 1999. Han er uddannet jurist og har arbejdet om advokat, journalist og politisk analytiker før han blev præsident.